# Fieberkleegewächse
Die Fieberkleegewächse (Menyanthaceae) sind eine Pflanzenfamilie in der Ordnung der Asternartigen (Asterales). Die sechs Gattungen mit 60 bis 70 Arten sind weltweit verbreitet. In Mitteleuropa gibt es den Dreiblättrigen Fieberklee (Menyanthes trifoliata), auch Dreiblättriger Bitterklee genannt, und die Europäische Seekanne (Nymphoides peltata).

## Beschreibung

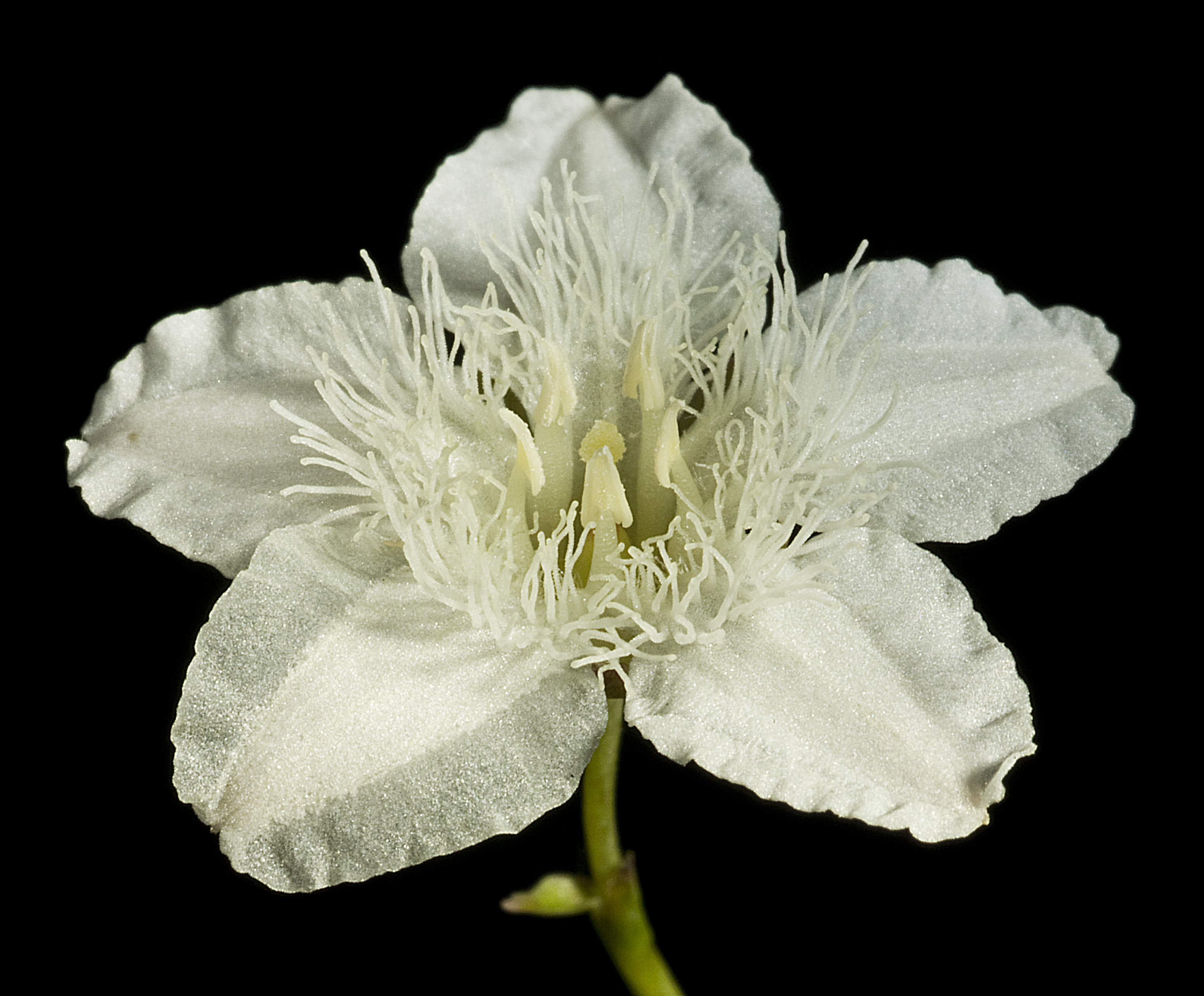
Blüte von Ornduffia albiflora

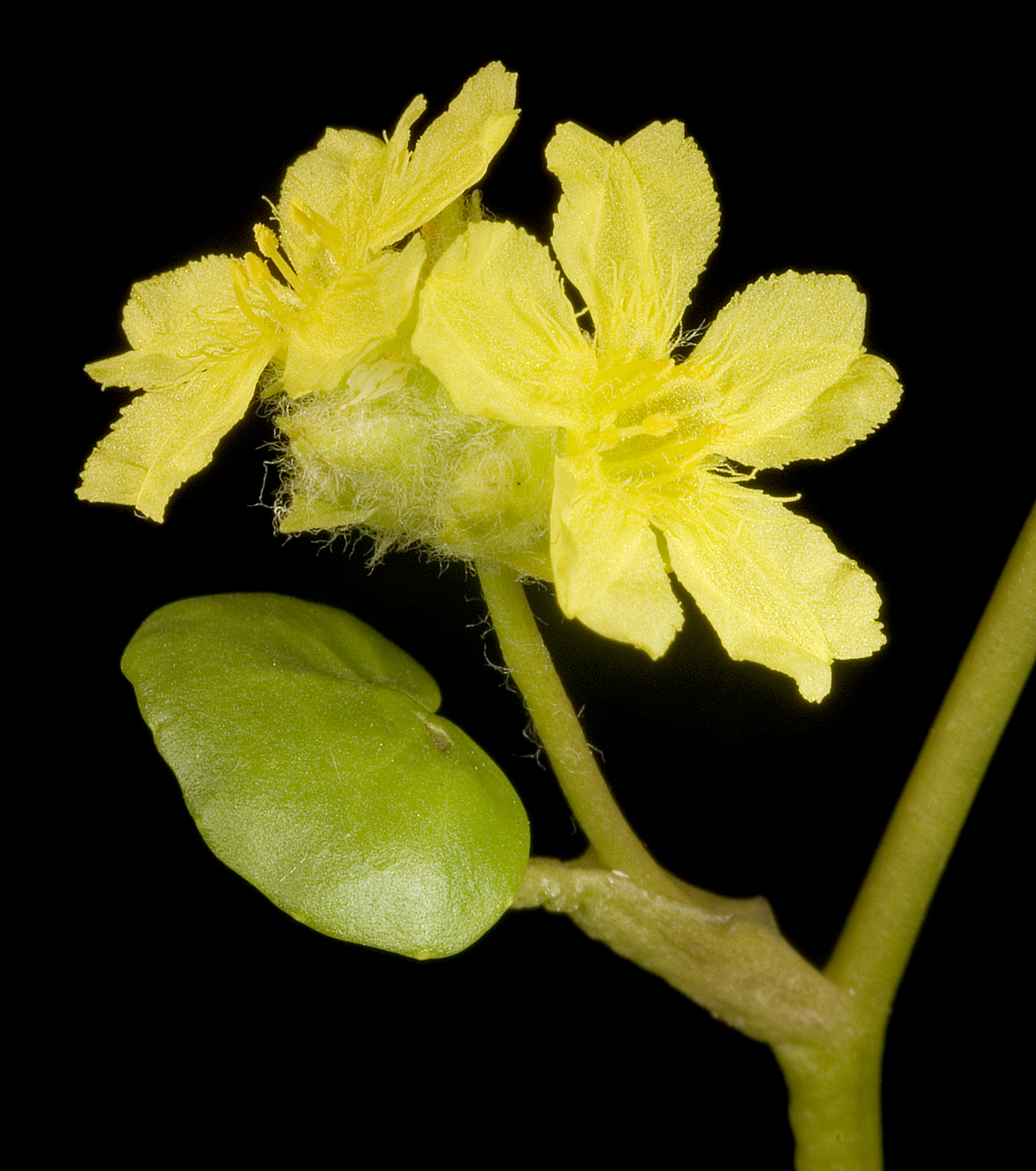
Liparophyllum capitatum

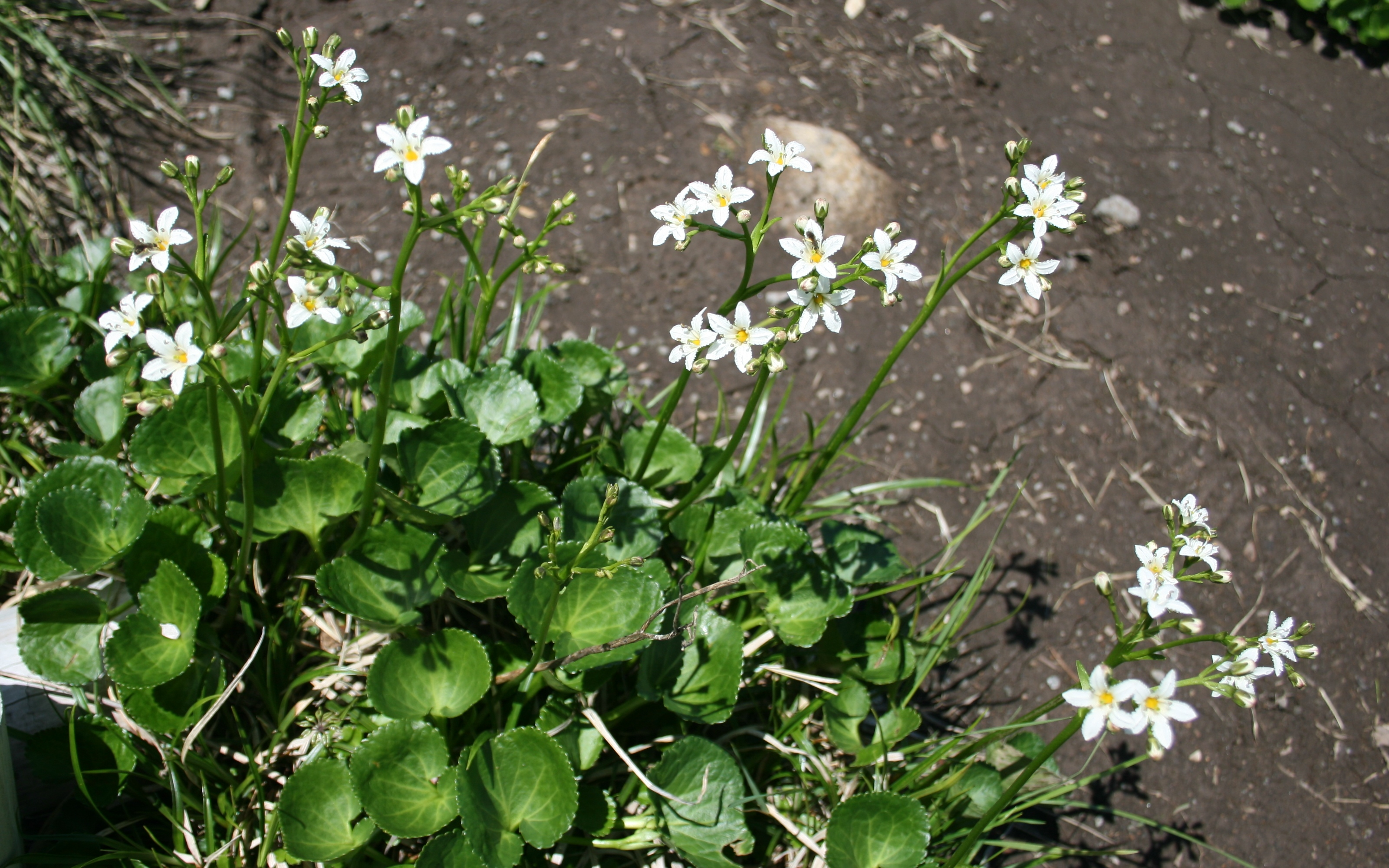
Nephrophyllidium crista-galli

### Vegetative Merkmale
Es sind meist ausdauernde oder selten einjährige krautige Pflanzen.
Die wechselständig, spiralig am Stängel angeordneten oder grundständigen Laubblätter sind in Blattstiel und Blattspreite gegliedert. Die Blattspreiten sind einfach oder zusammengesetzt. Die Blattränder sind glatt. Nebenblätter fehlen.

### Generative Merkmale
Die Blüten stehen einzeln oder in kopfigen, zymösen, rispigen oder traubigen Blütenständen (Infloreszenz) zusammen.
Die zwittrigen Blüten sind meist fünfzählig und meistens radiärsymmetrisch. Die beiden Blütenhüllblattkreise sind deutlich verschieden. Die fünf Kelchblätter sind verwachsen. Die fünf Kronblätter sind verwachsen. Es gibt ein oder zwei Kreise mit je fünf freien Staubblättern, aber nur fünf davon sind fertil. Zwei Fruchtblätter sind zu einem einkammerigen, oberständigen (oder teilweise unterständig) Fruchtknoten verwachsen. Es ist ein Griffel und zwei Narben vorhanden.
Es werden Kapselfrüchte oder Beeren gebildet.

## Ökologie
Es handelt sich um Wasser- oder Sumpfpflanzen.

## Systematik und Verbreitung
Die Familie Menyanthaceae wurde 1829 durch Barthélemy Charles Joseph Dumortier in Analyse des Familles de Plantes: avec l'indication des principaux genres qui s'y rattachent Seite 20 und 25 aufgestellt.
In der Familie Menyanthaceae gibt es sechs Gattungen mit 60 bis 70 Arten:
- Liparophyllum Hook. f.: Die etwa sieben Arten kommen nur auf der Südhalbkugel vor.[3]
- Fieberklee (Menyanthes L.): Es ist eine monotypische Gattung mit der einzigen Art:
  - Dreiblättriger Fieberklee, auch Dreiblättriger Bitterklee genannt, (Menyanthes trifoliata L.): Er weist eine weite Verbreitung in der Holarktis auf.[2]
- Nephrophyllidium Gilg (Syn.: Fauria Franch.): Sie enthält nur eine Art:
  - Nephrophyllidium crista-galli (Menzies ex Hook.) Gilg: Sie besitzt ein disjunktes Areal im nördlichen Ostasien und an der Pazifikküste des nordwestlichen Nordamerikas.[1]
- Seekannen (Nymphoides Ség., Syn.: Limnanthemum S.G.Gmel.): Die 40[2] bis 48[1] Arten gedeihen von den gemäßigten bis in die tropischen Gebieten weltweit. In China gibt es etwa acht Arten.[2]
- Ornduffia Tippery & Les: Sie wurde 2009 aufgestellt. Ihre Arten gehörten früher zur Gattung Villarsia. Die etwa sieben Arten kommen in Australien vor.[3]
- Villarsia Vent.: Die seit 2009 nur noch etwa drei Arten kommen in Südafrika vor.[3]

## Bilder
Indische Seekanne (Nymphoides indica):

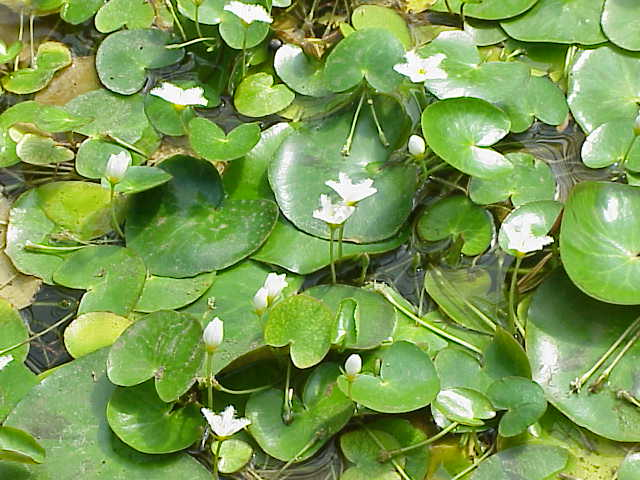
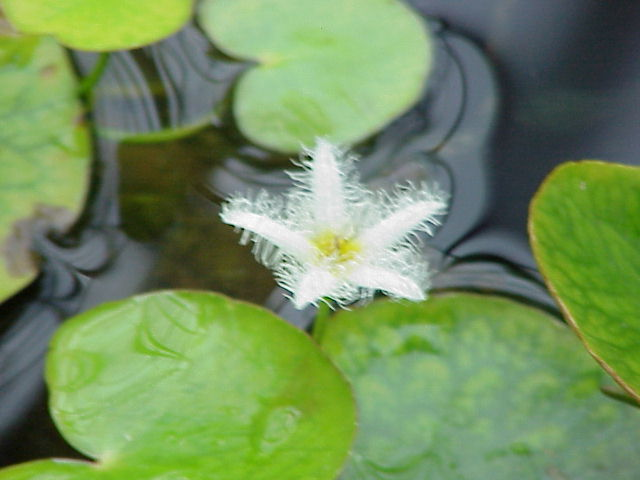
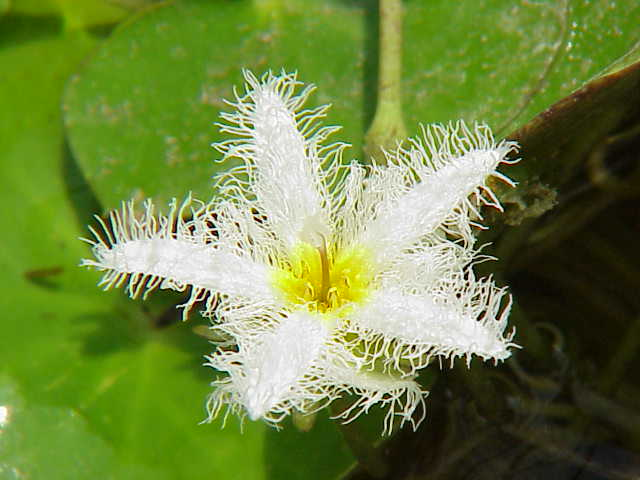